# Вертолётное подразделение полиции Сербии
Вертолётное подразделение полиции Сербии (серб. Хеликоптерска јединица полиције Србије; Helikopterska jedinica policije Srbije) — сербское федеральное агентство входящее в состав полиции Сербии и подчиняющееся МВД Сербии. Подразделение выполняет задачи военного характера по обеспечению воздушного наблюдения, а также по контролю границ, VIP-транспорта, но и в гражданских целях медицинской эвакуации, поисково-спасательных работ и устранению очагов возгораний.

## История
Вертолётное подразделение милиции Югославии было основано в 1967 году. Хотя свой первый вертолёт Bell 47 J-2 приобрели только в 1965 году. С того же времени начали проводиться совместные операции с полицией Белграда. Впоследствии были созданы ряд региональных полицейских вертолётных подразделений по всей СР Сербии. В 1970-х и 1980-х годов правительства федеральных, республиканских и автономных провинции приобрели ряд вертолётов.
В конце 1980-х годов, из-за централизации всех полицейских сил, все полицейские вертолётные подразделения из автономных областей, республик и городов были поставлены под централизованный контроль Управления общественной безопасности (серб. Ресор јавне безбедности- RJB) при Министерстве внутренних дел..
Когда начались беспорядки в Косове в 1989—1990 годах, использовались вертолёты AB212 для разгона массовых демонстраций косовских албанцев, а также для перевозки спецподразделения для подавления массовых беспорядков.
В 1992 году была образована Служба государственной безопасности (серб. Ресор државне безбедности) при МВД, в которую входили всего лишь два вертолёта Bell 206B-3 и один 206L-1. Но спустя какое-то время авиапарк подразделения расширяется благодаря появлениям вертолётов AB212 и Gazelle из расформированных подразделений федеральной полиции.
Служба государственной безопасности принимала участие в боевых действиях в Боснии и Герцеговине и Хорватии в поддержку местных сербских сил часто летающей без каких-либо опознающих знаков или только с пометкой сербского флага. В 1997 году боевые подразделения Службы государственной безопасности были реорганизованы в бригадное подразделение уровня ПСО (JSO), и в том числе в виде вертолётной эскадрильи.
JSO принимали участие в многочисленных боевых операциях во время эскалации Косовского кризиса. В то время были задействованы вертолёты Ми-24 для атак на тренировочные лагеря и транспорт сепаратистов, также их использовали в медицинской эвакуации. Во время бомбардировок Югославию, вертолёты JСО продолжали делать эвакуационные вылазки, при этом не понеся потерь.
В октябре 2001 года вертолёты были впервые публично представлены впервые, во время совместных учений с федеральными вооруженными силами.
В 2002 году JСО будучи оторванной от Службы национальной безопасности была преобразована и помещена непосредственно под командование МВД Сербии. Подразделение было объединено с полицейской эскадрильей, так и сформировалось подразделение в его нынешнем состоянии.
25 марта 2003 года само же JСО был официально расформировано в связи с убийством премьер-министра Зорана Джинджича.
С 2006 года подразделение носит название Вертолётное подразделение полиции Сербии.
По состоянию на 2024 год командиром подразделения является Ненад Недич (серб. Nenad Nedić).

## Авиатехника

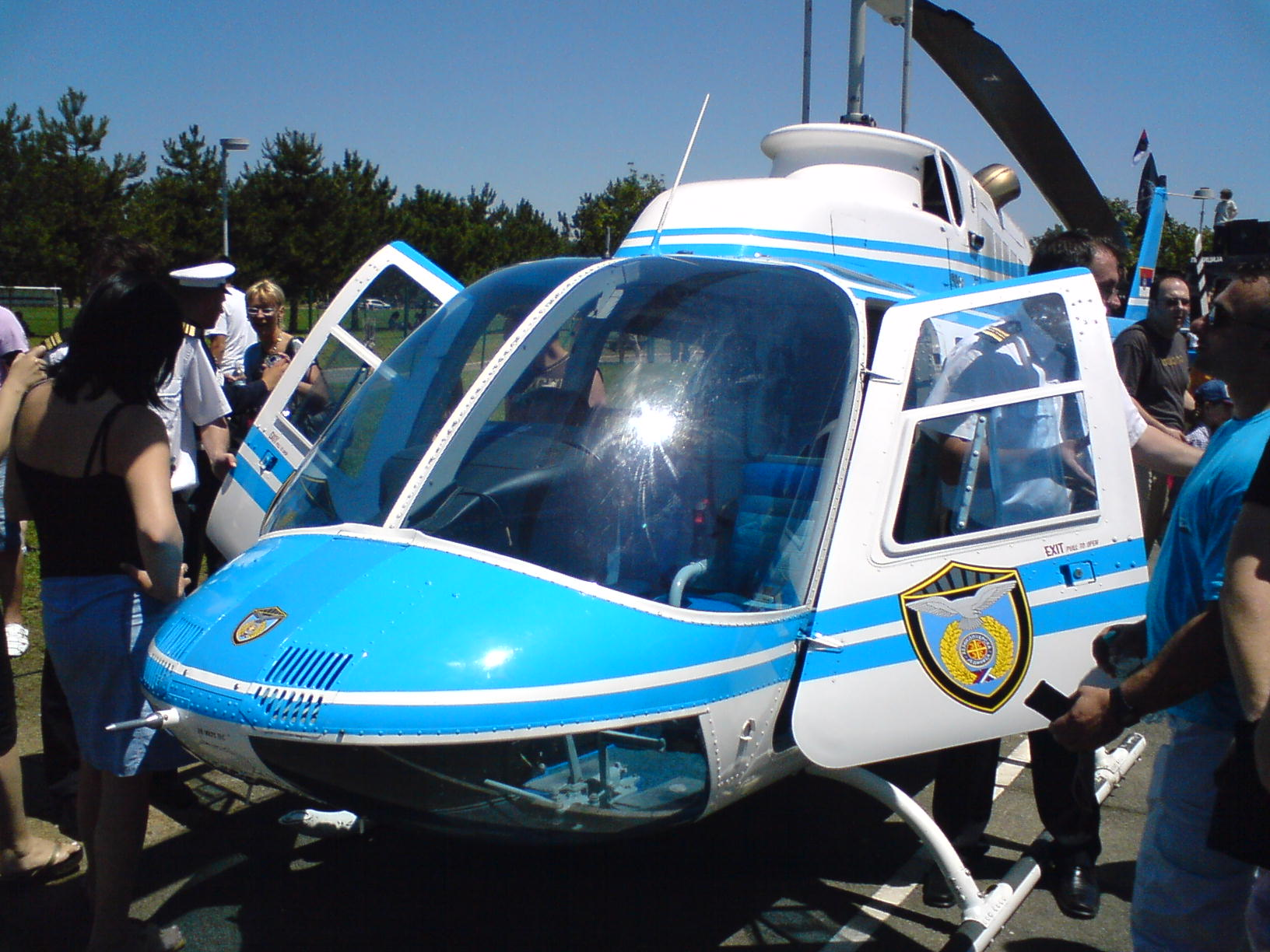
Bell 206

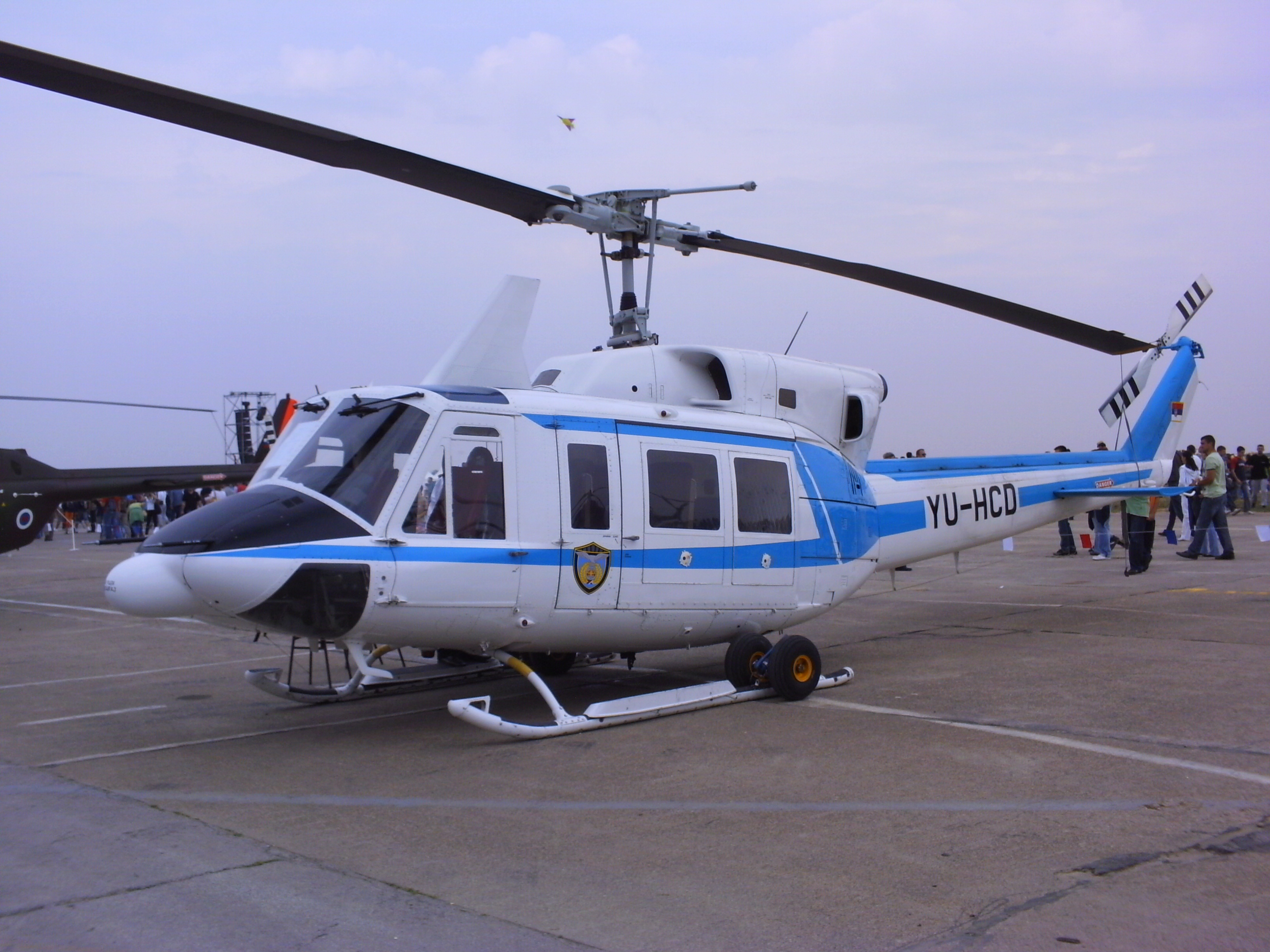
Bell 212

### Нынешняя техника
| Вертолёт      | Происхождение      | Модификации     | Количество | Заметки |
| ------------- | ------------------ | --------------- | ---------- | ------- |
| Bell 206      | США                | 206B-3 206L-1   | 6 2        |         |
| Bell 212      | Италия             | AB 212          | 3          |         |
| Soko Gazelle  | Франция/ Югославия | SA 341G SA 342L | 7 3        |         |
| Sikorsky S-76 | США                | S-76B           | 1          |         |

### Списанная техника
| Вертолёт           | Происхождение | Модификации | Количество | Заметки                                            |
| ------------------ | ------------- | ----------- | ---------- | -------------------------------------------------- |
| Bell 47J Ranger    | США           | Bell 47J-2A | ?          |                                                    |
| Agusta-Bell 206    | Италия        | 206A 206B   | 3 1        |                                                    |
| Aerospatiale AS365 | Франция       | SA 365N     | 2          | Проданы в 2004 году                                |
| Ми-17              | Россия        | Ми-17       | 2          | Использовались JSO, теперь переданы в сербские ВВС |
| Ми-24              | Россия        | Ми-24В      | 2          | Использовались JSO, теперь списаны                 |